# Ausasaphes atripes
Ausasaphes atripes är en stekelart som beskrevs av Boucek 1988. Ausasaphes atripes ingår i släktet Ausasaphes och familjen puppglanssteklar. Inga underarter finns listade.